# 阪和自動車道
阪和自動車道（はんわじどうしゃどう、英語: HANWA EXPWY）は、大阪府松原市の松原JCTを起点として、和歌山県田辺市の南紀田辺ICに至る高速道路（高速自動車国道）である。略称は阪和道（はんわどう）。
国土開発幹線自動車道の予定路線名は近畿自動車道紀勢線、高速自動車国道の路線名は近畿自動車道松原那智勝浦線。本記事では、特記がない場合は、道路名の阪和自動車道、湯浅御坊道路及び、近畿自動車道松原那智勝浦線について述べる。
高速道路ナンバリングによる路線番号は、松原JCT - 和歌山JCT間が近畿自動車道とともに「E26」、和歌山JCT - 南紀田辺IC間が紀勢自動車道（和歌山県区間）・すさみ串本道路・那智勝浦新宮道路・新宮紀宝道路・熊野道路・熊野尾鷲道路・紀勢自動車道（三重県区間）とともに「E42」と各区間割り振られている。

## 概要

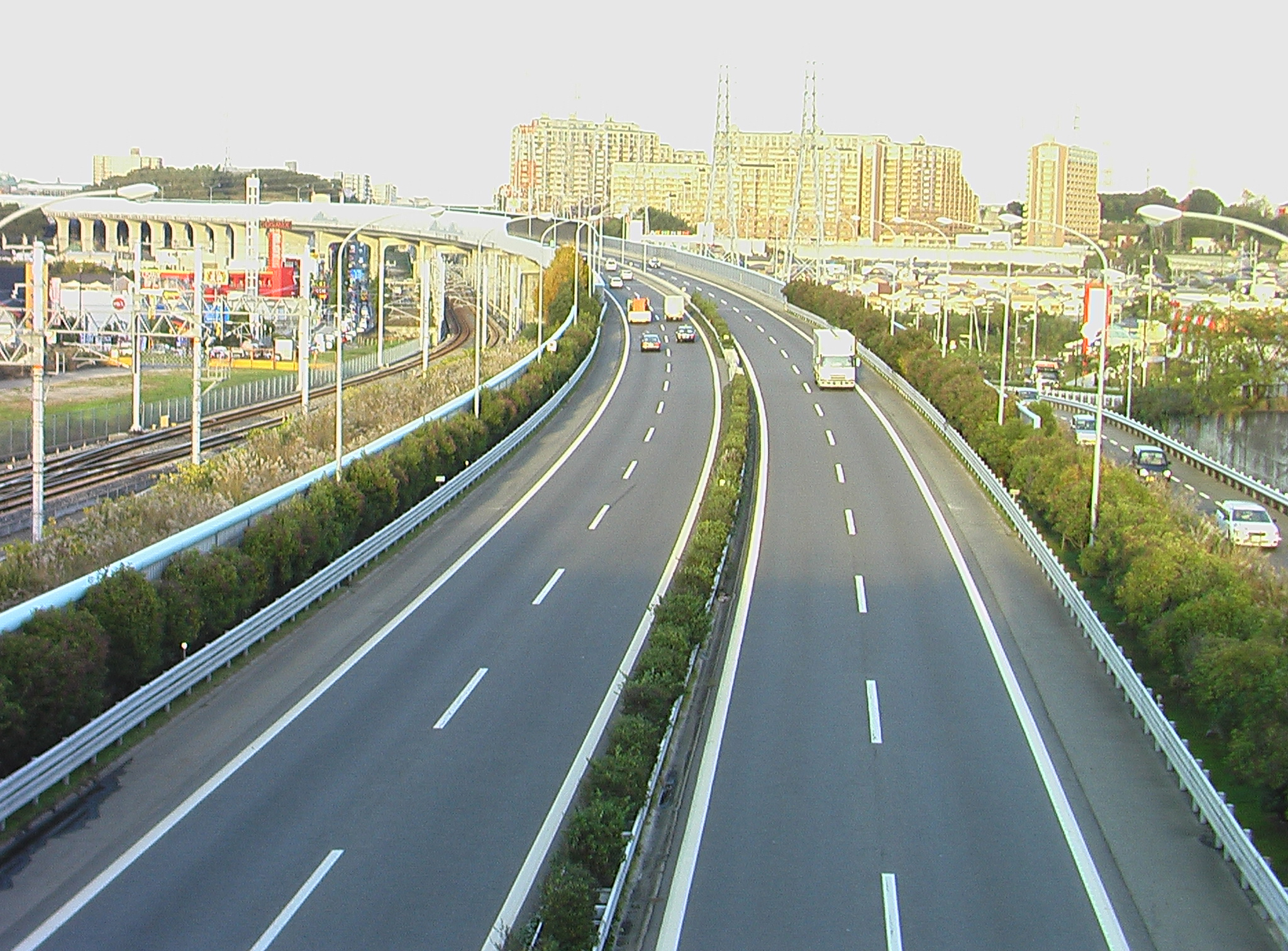
泉北高速鉄道 和泉中央駅付近

大阪府（近畿自動車道と直結）と和歌山県を結ぶ主要道路であり、阪神高速4号湾岸線などとともに大阪府南部（堺市や岸和田市など）を貫いている。（阪和自動車道は山沿いを、阪神高速道路は海沿いを通っている。）
また、京阪神から関西有数の観光地である南紀白浜へのアクセス道路及び国道42号のバイパスとして、紀勢自動車道と合わせて紀伊半島の一周道路としての性格も併せ持っている。加えて、那智勝浦町などの海産物（マグロやカツオは全国有数）、みなべ町や有田川町などの農産物（梅干しやミカン、柿も全国有数）を安定して早く輸送することが可能となった。こうしたこともあり、交通量や渋滞は年々増加傾向にあり、暫定2車線の4車線化工事（後述）などが行われている。
和歌山県下においては、みなべIC - 南紀田辺IC間の開通によって、県内人口1位の和歌山市と2位の田辺市が結ばれた。
歴史的には、1974年に阪南IC - 海南IC間が4車線で開通（その名残で阪南ICの出入路は4車線で長くなっている。）しており、阪和自動車道の開通は全国的にも早い部類に入る。だが、その後は、1984年に当時の国道42号海南湯浅道路（海南IC - 有田IC間）が2車線で、1989年に松原IC - 美原北IC間が6車線で開通するなどしたが、建設は遅々として進まなかった。近畿自動車道から和歌山県へ直結されたのは関西国際空港が完成する直前の1993年のことであり、それまでは全国の高速道路ネットワークから孤立した路線であった。
例年、春季と秋季の2回、概ね1週間から10日間は保守工事を行う関係で、暫定2車線となっている印南IC - 南紀田辺IC間が20時から翌日の6時まで夜間通行止となる。
なお、キロポスト及びIC番号は、近畿自動車道と連続している。

### 海南湯浅道路・湯浅御坊道路
吉備IC（開通当初、現・有田IC） - 御坊IC間は国道42号湯浅御坊道路となっており、阪和自動車道に並行する一般国道の自動車専用道路と位置付けられている。かつて、海南IC - 吉備IC（現・有田IC）間も国道42号のバイパス道路となる海南湯浅道路という名称で、一般国道の自動車専用道路として整備された区間であったが、4車線化の整備計画が近畿自動車道松原那智勝浦線として施行されたため、2005年4月1日に阪和自動車道として高速自動車国道に編入された。

### 起点
国土開発幹線自動車道の予定路線（近畿自動車道紀勢線）及び高速自動車国道の路線（近畿自動車道松原那智勝浦線）では、大阪府松原市となっている。ただ、松原市には松原JCTと松原ICがあり、国土交通省の道路交通センサスでは松原JCT - 松原IC間が近畿自動車道になっているのに対し、道路標識や市販の地図などでは同区間を阪和自動車道と位置づけしている場合がある。
元々、松原JCTの前身は西名阪自動車道（かつての西名阪道路）の松原ICであり、ジャンクションとしての機能を果たすため、（旧）松原ICが松原JCTへ改築され、（新）松原ICが現在地へ移転された。
なお、松原JCTの隣にある松原ICや近畿自動車道の長原ICで乗り降りし、松原JCTを利用する場合（西名阪自動車道と相互利用する場合も含む。）は、松原IC - 松原JCT間または松原JCT - 長原IC間の末端区間の料金は請求されない。これは、阪和自動車道及び近畿自動車道が松原JCTを境に均一制の料金制度を採用しているためである。料金制度上は松原JCTが起点である。但し、松原IC - 長原IC間のみを利用する場合は特定料金（普通車220円）がかかる。また阪神高速14号松原線と相互利用する場合も松原IC - 松原JCT間または松原JCT - 長原IC間の末端区間の特定料金が請求される。(松原IC - 松原JCT間は普通車220円、松原JCT - 長原IC間は普通車190円)

### 規格
- 道路構造令：第1種第3級普通道路
  - 但し、かつての海南湯浅道路（海南IC - 有田IC間、現在の上り線）は第1種第4級普通道路となっていた[4]。
- 設計速度：80 km/h
  - 暫定2車線区間については通常、70 km/hが最高速度となっている。
- 車線数：完成6車線（松原JCT - 堺JCT）、完成4車線（堺JCT - 南紀田辺IC）
  - 印南SA- 南紀田辺IC間は暫定2車線（4車線化事業中）。但しみなべIC周辺と田辺市内の一部区間のみ4車線化が完了している。

## インターチェンジなど
- IC番号欄の背景色が■である区間は既開通区間に存在する。施設欄の背景色が■である区間は未供用施設に該当する。未供用施設の名称は全て仮称である。
- スマートインターチェンジ (SIC) 等のETC専用ICは背景色■で示す。
- (数字)は、他路線の番号。<数字>は、予定番号。
- 英略字は以下の項目を示す。
IC：インターチェンジ、JCT：ジャンクション、SA：サービスエリア、PA：パーキングエリア、TB：本線料金所、BS：バスストップ
- 未開通区間のJCT/IC名は仮称。
- BS（バス停留所）のうち、○は運用中、◆は休止中の施設。無印はBSなし。
- 有田IC - 御坊IC（■の区間）は、湯浅御坊道路。

| IC 番号                      | 施設名                 | 接続路線名                                          | 起点 から （km） | BS | 備考                                           | 所在地   | 所在地          | 所在地          |
| ---------------------------- | ---------------------- | --------------------------------------------------- | ---------------- | -- | ---------------------------------------------- | -------- | --------------- | --------------- |
| E26 近畿自動車道             |                        |                                                     |                  |    |                                                |          |                 |                 |
| 10                           | 松原JCT                | E25 西名阪自動車道 阪神高速14号松原線               | 0.0              |    |                                                | 大阪府   | 松原市          | 松原市          |
| 11                           | 松原IC                 | 府道2号大阪中央環状線                               | 0.9              |    | 近畿道・西名阪道方面出入口                     | 大阪府   | 松原市          | 松原市          |
| 12                           | 美原北IC               | 府道36号泉大津美原線                                | 3.9              |    | 松原方面出入口                                 | 大阪府   | 堺市            | 美原区          |
| 12-1                         | 美原JCT                | E91 南阪奈道路                                      | 4.4              |    |                                                | 大阪府   | 堺市            | 美原区          |
| 13                           | 美原南IC               | 府道36号泉大津美原線                                | 6.1              |    | 田辺方面出入口                                 | 大阪府   | 堺市            | 美原区          |
| -                            | 堺TB                   | -                                                   | 10.3             |    | 松原方面のみ設置                               | 大阪府   | 堺市            | 中区            |
| 14                           | 堺JCT                  | E90 堺泉北道路                                      | 12.4             |    | 松原方面出入口                                 | 大阪府   | 堺市            | 中区            |
| 15                           | 堺IC                   | 府道61号堺かつらぎ線                                | 13.2             |    |                                                | 大阪府   | 堺市            | 南区            |
| 16                           | 岸和田和泉IC           | 府道230号春木岸和田線                               | 23.3             |    |                                                | 大阪府   | 和泉市          | 和泉市          |
| -                            | 岸和田TB               | -                                                   | 24.6             |    | 田辺方面のみ設置                               | 大阪府   | 岸和田市        | 岸和田市        |
| -                            | 岸和田SA               | -                                                   | 28.2             |    |                                                | 大阪府   | 岸和田市        | 岸和田市        |
| 17                           | 貝塚IC                 | 府道40号岸和田牛滝山貝塚線                          | 32.4             |    |                                                | 大阪府   | 貝塚市          | 貝塚市          |
| 18                           | 泉佐野JCT              | E71 関西空港自動車道                                | 38.7             |    | E71 関西国際空港連絡橋 阪神高速4号湾岸線最寄り | 大阪府   | 泉佐野市        | 泉佐野市        |
| 19                           | 泉南IC                 | 府道63号泉佐野岩出線                                | 44.6             |    | 松原方面出入口                                 | 大阪府   | 泉南市          | 泉南市          |
| 20                           | 阪南IC/BS              | 府道256号東鳥取南海線 府道257号自然田鳥取荘停車場線 | 46.3             | ◆  | 田辺方面出入口 BS廃止時期不明                  | 大阪府   | 阪南市          | 阪南市          |
| 20-1                         | 和歌山JCT （松原方面） | E24 京奈和自動車道 紀淡連絡道路（計画）             | 52.6             |    |                                                | 和歌山県 | 和歌山市        | 和歌山市        |
| -                            | 紀ノ川SA               | -                                                   | 55.0             |    | 京奈和道利用車は利用不可                       | 和歌山県 | 和歌山市        | 和歌山市        |
| 20-1                         | 和歌山JCT （田辺方面） | E24 京奈和自動車道 紀淡連絡道路（計画）             | 55.8             |    |                                                | 和歌山県 | 和歌山市        | 和歌山市        |
| -                            | 紀伊BS                 | （県道7号粉河加太線）                               | -                | ◆  | 廃止時期不明                                   | 和歌山県 | 和歌山市        | 和歌山市        |
| 20-2                         | 和歌山北IC             | 県道139号小豆島船所線                               | 58.7             |    | 松原方面出入口                                 | 和歌山県 | 和歌山市        | 和歌山市        |
| 21                           | 和歌山IC               | 国道24号（和歌山バイパス）                          | 60.6             |    |                                                | 和歌山県 | 和歌山市        | 和歌山市        |
| -                            | 鳴神BS                 | 国道24号(和歌山バイパス）                           |                  | ○  | 2014年供用再開                                 | 和歌山県 | 和歌山市        | 和歌山市        |
| -                            | 紀州岡崎BS             | （県道13号和歌山橋本線）                            | -                | ◆  | 廃止時期不明                                   | 和歌山県 | 和歌山市        | 和歌山市        |
| 21-1                         | 和歌山南SIC            | 県道13号和歌山橋本線                                | 65.0             |    |                                                | 和歌山県 | 和歌山市        | 和歌山市        |
| 22                           | 海南東IC               | 県道18号海南金屋線                                  | 70.8             |    | 松原方面出入口                                 | 和歌山県 | 海南市          | 海南市          |
| -                            | 海南東BS               | （県道18号海南金屋線）                              | -                | ◆  | 廃止時期不明                                   | 和歌山県 | 海南市          | 海南市          |
| 23                           | 海南IC                 | 国道42号（現道）                                    | 73.6             |    |                                                | 和歌山県 | 海南市          | 海南市          |
| 24                           | 下津IC                 | 県道166号興加茂郷停車場線                           | 75.9             |    | 松原方面出入口                                 | 和歌山県 | 海南市          | 海南市          |
| 25                           | 有田IC                 | 県道22号吉備金屋線 国道42号（現道）                 | 83.0             |    | 松原方面出入口                                 | 和歌山県 | 有田郡          | 有田川町        |
| 26                           | 有田南IC               |                                                     | 84.0             |    | 田辺（御坊）方面出入口                         | 和歌山県 | 有田郡          | 有田川町        |
| -                            | 吉備湯浅PA             | -                                                   | 85.6             |    |                                                | 和歌山県 | 有田郡          | 有田川町        |
| 27                           | 湯浅IC                 |                                                     | 86.6             |    | 松原（有田）方面出入口                         | 和歌山県 | 有田郡          | 湯浅町          |
| 28                           | 広川IC                 | 国道42号（現道）                                    | 89.1             |    |                                                | 和歌山県 | 有田郡          | 広川町          |
| 28-1                         | 広川南IC               | 県道176号井関御坊線                                 | 93.6             |    | 松原（有田）方面出入口                         | 和歌山県 | 有田郡          | 広川町          |
| 29                           | 川辺IC                 | 県道190号玄子小松原線                               | 97.5             |    |                                                | 和歌山県 | 日高郡 日高川町 | 日高郡 日高川町 |
| 30                           | 御坊IC                 | 県道27号日高印南線                                  | 101.7            |    | 松原（有田）方面出入口                         | 和歌山県 | 御坊市          | 御坊市          |
| 31                           | 御坊南IC               | 県道25号御坊中津線                                  | 103.1            |    | 田辺方面出入口                                 | 和歌山県 | 御坊市          | 御坊市          |
| 32                           | 印南IC                 | 県道28号印南原印南線                                | 111.5            |    |                                                | 和歌山県 | 日高郡          | 印南町          |
| -                            | 印南SA/BS              | -                                                   | 113.9            | ○  |                                                | 和歌山県 | 日高郡          | 印南町          |
| 33                           | みなべIC               | 国道424号                                           | 123.1            |    |                                                | 和歌山県 | 日高郡          | みなべ町        |
| 34                           | 南紀田辺IC             | 国道42号（田辺西バイパス）                          | 128.9            |    | 本線料金所併設                                 | 和歌山県 | 田辺市          | 田辺市          |
| E42 紀勢自動車道（無料区間） |                        |                                                     |                  |    |                                                |          |                 |                 |

## 歴史
- 1966年（昭和41年）7月1日 : 国土開発幹線自動車道建設法において、近畿自動車道和歌山線（起点：松原市、終点：海南市、主たる経過地：和歌山市附近）が国幹道の予定路線に定められる。
- 1967年（昭和42年）
  - 11月9日 : 第17回国土開発幹線自動車道建設審議会（以下国幹審）において、近畿自動車道和歌山線 泉南 - 海南間（延長：29km、事業費：270億円、連結位置：泉南町 和歌山市 海南市 付近）の基本計画が策定。[6][7]
  - 11月22日 : 高速自動車国道の路線を指定する政令（第2次改正）において、近畿自動車道泉南海南線（起点：泉南町、終点：海南市、重要な経過地：和歌山市）が高速自動車国道の路線として指定される。
- 1968年（昭和43年）
  - 3月6日 : 第18回国幹審において、近畿自動車道和歌山線 泉南 - 海南間（延長：28.5km、事業費：270億円、IC位置：泉南町 和歌山市 海南市）の整備計画が策定。[8]
  - 4月1日 : 近畿自動車道泉南海南線 泉南 - 海南間の施工命令。
- 1970年（昭和45年）
  - 6月9日 : 第20回国幹審において、近畿自動車道和歌山線 松原 - 泉南間（延長：44km、事業費：560億円、連結位置：松原市 堺市 和泉市 貝塚市 付近）の基本計画が策定。[9]
  - 6月18日 : 高速自動車国道の路線を指定する政令（第5次改正）において、近畿自動車道泉南海南線に代わり、近畿自動車道和歌山線（起点：松原市、終点：海南市、重要な経過地：堺市 和泉市 岸和田市 貝塚市 泉佐野市 和歌山市）が高速自動車国道の路線として指定される。
- 1972年（昭和47年）10月4日 : 一般国道42号海南湯浅道路（起点：海南市藤白、終点：湯浅町、延長：13.2km、事業費：260億円）事業許可。
- 1973年（昭和48年）10月19日 : 第23回国幹審において、近畿自動車道和歌山線 松原 - 泉南間（延長：44km、事業費：1150億円、IC位置：美原町 堺市 岸和田市 貝塚市）の整備計画が策定。同区間の施工命令。
- 1974年（昭和49年）10月25日 : 阪南IC - 海南IC間（27.3km、全線完成4車線）開通。[10][11][12]
- 1978年（昭和53年）
  - 7月31日 : 海南湯浅道路が着工。[13]
  - 9月14日 : 日本道路公団大阪建設局が松原 - 泉南間（延長：45.6km、事業費：2150億円）のルートを発表。[14]
- 1979年（昭和54年）3月13日 : 海南湯浅道路の事業変更（起点：海南市藤白、終点：吉備町、延長：9.8km、事業費：420億円）許可。[13][15]
- 1984年（昭和59年）
  - 3月28日 : 一般国道42号海南湯浅道路 海南IC - 吉備IC（現有田IC）間（10.3km、完成2車線）開通。[16][17][18]
  - 7月18日 : 松原 - 泉南間（延長：45.2km、事業費：2870億円）が着工。[19]
  - 一般国道42号湯浅バイパス（湯浅御坊道路の北側区間）事業化。
- 1985年（昭和60年）10月31日 : 海南湯浅道路吉備ICの国道42号（既存道路）直結ランプが供用。[20][21]
- 1987年（昭和62年）
  - 9月1日 : 国土開発幹線自動車道建設法（第4次改正）において、近畿自動車道和歌山線に代わり、近畿自動車道紀勢線（起点：松原市、終点：勢和村、主たる経過地：和歌山市 田辺市付近 新宮市付近 尾鷲市付近）が国幹道の予定路線に定められる。
  - 一般国道42号湯浅御坊道路（南側区間）事業化。[22]
- 1988年（昭和63年）3月17日 : 近畿自動車道（八尾IC -）松原JCT - 松原IC間（全線完成6車線）開通。[23]
- 1989年（平成元年）
  - 1月31日 : 第28回国幹審において、近畿自動車道紀勢線 御坊市 - 田辺市間（29km）の基本計画が策定。[24][25]
  - 2月17日 : 高速自動車国道の路線を指定する政令（第12次改正）において、近畿自動車道和歌山線に代わり、近畿自動車道松原海南線（起点：松原市、終点：海南市、重要な経過地：堺市 和泉市 岸和田市 貝塚市 泉佐野市 泉南市 和歌山市）と近畿自動車道御坊田辺線（起点：御坊市、終点：田辺市）が高速自動車国道の路線として指定される。
  - 3月29日 : 松原IC - 美原北IC間（3.2km、全線完成6車線）開通。松原JCT - 松原IC間を阪和自動車道に改める。[26]
- 1990年（平成2年）3月29日 : 岸和田和泉IC - 阪南IC間（23.0km、全線完成4車線）開通。[27][28]
- 1991年（平成3年）
  - 12月3日 : 第29回国幹審において、近畿自動車道紀勢線 海南市 - 御坊市間（29km）・田辺市 - すさみ町（27km）の基本計画が策定、同線 御坊市 - 南部町間（21km）の整備計画が策定。[29][30]
  - 12月7日 : 美原北IC - 堺IC間（9.3km、美原北IC - 堺JCT間は完成6車線、堺JCT - 堺IC間は完成4車線）開通。[31][32][33]
  - 12月20日 : 高速自動車国道の路線を指定する政令（第13次改正）において、近畿自動車道松原海南線・御坊田辺線に代わり、近畿自動車道松原すさみ線（起点：松原市、終点：すさみ町、重要な経過地：堺市 和泉市 岸和田市 貝塚市 泉佐野市 泉南市 阪南市 和歌山市 海南市 御坊市 田辺市）が高速自動車国道の路線として指定される。
- 1992年（平成4年）2月26日 : 松原ジャンクションの阪神高速14号松原線とのランプが開通。[34]
- 1993年（平成5年）
  - 9月25日 : 堺IC - 岸和田和泉IC間（10.1km、全線完成4車線）開通。これにより当時阪和自動車道と呼ばれていた区間（松原JCT - 海南IC）が全線開通した。[35]
  - 11月19日 : 近畿自動車道松原すさみ線 御坊市 - 南部町間の施工命令。[36]
- 1994年（平成6年）
  - 3月28日 : 一般国道42号湯浅御坊道路 吉備IC - 広川IC間（6.4km、完成2車線）開通。[37][38]
  - 12月21日 : 吉備南インターチェンジが供用。[39]
- 1996年（平成8年）3月30日 : 一般国道42号湯浅御坊道路 広川IC - 御坊IC間（13.0km、完成2車線）開通。[22][40]
- 1997年（平成9年）
  - 2月5日 : 高速自動車国道の路線を指定する政令（第14次改正）において、近畿自動車道松原すさみ線に代わり、近畿自動車道松原那智勝浦線（起点：松原市、終点：那智勝浦町、重要な経過地：堺市 和泉市 岸和田市 貝塚市 泉佐野市 泉南市 阪南市 和歌山市 海南市 御坊市 田辺市 すさみ町 串本町）が高速自動車国道の路線として指定される。
- 1998年（平成10年）12月25日 ： 一般国道42号海南湯浅道路の4車線化施行命令により、海南IC - 吉備IC（現・有田IC）間が完成2車線から暫定2車線になった。
- 2003年（平成15年）12月14日 : 御坊IC - みなべIC間 開通（暫定2車線）。
- 2004年（平成16年）10月16日 : 一般国道42号湯浅御坊道路の広川南IC 開通。
- 2005年（平成17年）4月1日 : 「一般有料道路海南湯浅道路」を高速自動車国道の「阪和自動車道」に編入。
- 2006年（平成18年）2月8日 : 堺本線料金所（和歌山方面）、岸和田本線料金所（松原方面） 廃止。
- 2007年（平成19年）
  - 11月3日 : 阪和自動車道の吉備ICを「有田IC」に、一般国道42号湯浅御坊道路の吉備南ICを「有田南IC」にそれぞれ改称。
  - 11月11日 : みなべIC - 南紀田辺IC間 開通（暫定2車線）[41]。後に南紀田辺IC以南の新直轄区間は「紀勢自動車道」として供用されることとなったため、阪和自動車道はこの時点で全線開通となっていた。
- 2009年（平成21年）10月9日 : 前原誠司国土交通相（当時）が補正予算で計上された御坊IC - 南紀田辺IC間の4車線化事業を凍結すると表明。
- 2010年（平成22年）
  - 3月14日 : 和歌山北IC 開通。
  - 7月7日 : 午前6時より海南IC - 有田IC間の下り線（田辺方面）を新設道路に切り替え。
  - 7月16日 : 午前6時より海南IC - 有田IC間の下り線（田辺方面）が2車線化。
  - 11月24日 : 湯浅御坊道路の4車線化に必要な都市計画が決定し、有田IC - 御坊IC間が完成2車線から暫定2車線になった。
- 2011年（平成23年）5月21日 : 午前6時より海南IC - 有田IC間の上り線（松原方面）も2車線化[42]。
- 2013年（平成25年）6月11日 : 有田IC - 御坊IC間の4車線化工事について国土交通省より事業許可を受ける[43][44]。
- 2015年（平成27年）7月12日 : 紀勢自動車道・南紀田辺IC - 南紀白浜IC間 開通に伴い紀勢道と平面接続[45]。
- 2016年（平成28年）6月8日 : 御坊IC - 印南IC間の4車線化工事について国土交通省より事業許可を受ける[46]。
- 2017年（平成29年）3月18日 : 和歌山JCT開通により京奈和自動車道と接続[47]。
- 2019年（平成31年/令和元年）
  - 3月10日 : 和歌山南スマートIC供用開始[48]。
  - 9月4日：国土交通省が阪和道の暫定2車線区間のうち、印南IC - 南紀田辺IC間を10 - 15年後を目処に4車線化する優先整備区間に選定する方針を発表[49][50][51]。
- 2020年（令和2年）
  - 3月10日 : 国土交通省が阪和道の4車線化優先整備区間のうち、2020年度に新たに4車線化事業に着手する候補箇所として印南IC - みなべIC間を選定[52][53][54]。
  - 3月31日：印南IC - みなべIC間の4車線化工事について国土交通省より事業許可を受ける[55]。
- 2021年（令和3年）
  - 3月5日 : 国土交通省が阪和道の4車線化優先整備区間のうち、2021年度に新たに4車線化事業に着手する候補箇所としてみなべIC - 南紀田辺IC間を選定[56][57][58]。
  - 3月27日：みなべIC付近の3.2 kmが4車線化[59]。
  - 3月30日：みなべIC - 南紀田辺IC間において、国土交通省より4車線化工事の事業許可を受ける[60]。
  - 4月10日 : 印南IC付近の3.0 kmが4車線化[61]。
  - 12月18日 : 有田IC - 印南ICが4車線化、川辺ICがフル化[62]。

### 開通予定年度
- 未定 : 印南IC - 南紀田辺IC 4車線化

## 路線状況
2010年7月16日に海南IC - 有田IC間の下り線のみ2車線化された事により、下り線の渋滞については長峰トンネル付近先頭から広川IC付近先頭に移ったと共に、最高速度が60 km/hから80 km/hに引き上げられ有田ICまでは快適に走れるようになった。上り線は、下り線2車線化後も改修工事により最高速度が50 km/hに規制されていたため長峰トンネルを先頭に渋滞が多発していたが、2011年5月21日午前6時に有田IC - 海南IC間の上り線2車線化改修工事が完了した。これにより上り線の渋滞も激減した。
現在、交通量増大により、湯浅御坊道路である有田IC - 御坊IC間が都市計画変更により4車線化にむけて動き出し、御坊IC - 南紀田辺IC間（用地確保済み）は先行して4車線化の事業中であったが、予算の執行は民主党政権時代前原誠司国土交通相（当時）により凍結された。その後、2013年（平成25年）6月11日に国土交通省より有田IC - 御坊IC間の4車線化事業許可が下り、2016年6月8日には御坊IC - 印南IC間の4車線化の事業許可が下りた。完成2車線であった有田IC - 御坊IC間については追加2車線分の用地買収を進め、有田IC - 印南IC間は2021年12月18日に4車線化された。
なお、南紀田辺ICより南側の新直轄区間に関しては、「紀勢自動車道」として供用されることとなったため、阪和自動車道の南端は南紀田辺ICで確定した。

### 車線・最高速度
| 区間                | 車線   | 車線   | 車線   | 最高速度 | 備考        |
| 区間                | 上下線 | 上り線 | 下り線 | 最高速度 | 備考        |
| ------------------- | ------ | ------ | ------ | -------- | ----------- |
| 松原JCT - 堺JCT     | 6      | 3      | 3      | 80 km/h  |             |
| 堺JCT - 阪南IC      | 4      | 2      | 2      | 80 km/h  |             |
| 阪南IC - 和歌山JCT  | 4      | 2      | 2      | 80 km/h  | ※2          |
| 和歌山JCT - 御坊IC  | 4      | 2      | 2      | 80 km/h  |             |
| 御坊IC - 印南SA     | 4      | 2      | 2      | 80 km/h  | ※3          |
| 印南SA - 南紀田辺IC | 2      | 1      | 1      | 70 km/h  | ※1 ※3 ※4 ※5 |

- ※1 : 暫定2車線
- ※2 : 上下線に登坂車線あり。
- ※3 : 2009年4月27日の第4回国土開発幹線自動車道建設会議（国幹会議）にて着工の前提となる整備計画変更が了承され、4車線化事業中であったが、民主党の2009年度補正予算の執行見直しにより、当路線の御坊IC - 南紀田辺IC間を含む高速道路6路線6区間の予算凍結。その後、2016年6月8日に御坊IC - 印南ICの4車線化が事業許可された。残りの区間も印南IC - みなべICが2020年3月31日に、みなべIC - 南紀田辺ICが2021年3月30日に4車線化が事業許可された[注釈 2]。
- ※4 : 印南IC - 南紀田辺IC間は4車線化優先整備区間[49][50][51]
- ※5：みなべIC付近とその南部の一部区間は4車線となっている。

道路照明灯は松原JCT - 和歌山ICに設置されている。

### 道路施設

#### サービスエリア・パーキングエリア
売店はすべてのサービスエリア (SA)・パーキングエリア (PA) に設置されている。このうち岸和田SA、紀ノ川SA、吉備湯浅PA下り線のファミリーマートが24時間営業を行っている。ガソリンスタンド、レストランは岸和田SAと紀ノ川SAに設置されていてガソリンスタンドは紀ノ川SA上り線以外は24時間営業。なお、阪和自動車道（湯浅御坊道路区間も含む）はPAよりもSAの数が多い珍しい高速道路である。

#### 主なトンネルと橋梁
- 本線のトンネルと橋梁のみを記載し、ランプ部の施設は省略。
- それぞれ括弧内の数は不明あるいは未確定、名称は仮称、長さは計画時のものである。
- 未開通区間の名称は仮称。
- 暫定2車線の区間のトンネルと橋梁は上下線で1本。
- 有田IC - 御坊IC（■の区間）は、湯浅御坊道路。

| 区間                    | 数       | 数       | 数   | 名称                   | 長さ (m) | 長さ (m) | 備考                                                |
| ----------------------- | -------- | -------- | ---- | ---------------------- | -------- | -------- | --------------------------------------------------- |
| 区間                    | トンネル | トンネル | 橋梁 | 名称                   | 長さ (m) | 長さ (m) | 備考                                                |
| 区間                    | 上       | 下       | 橋梁 | 名称                   | 上       | 下       | 備考                                                |
| 松原JCT - 美原北IC      | 0        | 0        | 11   | 東除川橋               | 38       | 38       | ここから福田 高架橋まで連続                         |
| 松原JCT - 美原北IC      | 0        | 0        | 11   | 大堀高架橋             | 721      | 715      | 橋の途中に松原IC入口                                |
| 松原JCT - 美原北IC      | 0        | 0        | 11   | 別所橋                 | 31       | 32       |                                                     |
| 松原JCT - 美原北IC      | 0        | 0        | 11   | 別所高架橋             | 478      | 482      | 橋の途中に松原IC出口                                |
| 松原JCT - 美原北IC      | 0        | 0        | 11   | 阿保高架橋             | 513      | 513      |                                                     |
| 松原JCT - 美原北IC      | 0        | 0        | 11   | 西大塚橋               | 79       | 79       | 近鉄南大阪線                                        |
| 松原JCT - 美原北IC      | 0        | 0        | 11   | 西大塚高架橋           | 895      | 895      |                                                     |
| 松原JCT - 美原北IC      | 0        | 0        | 11   | 立部橋                 | 27       | 27       |                                                     |
| 松原JCT - 美原北IC      | 0        | 0        | 11   | 立部第一高架橋         | 238      | 238      |                                                     |
| 松原JCT - 美原北IC      | 0        | 0        | 11   | 立部第二高架橋         | 346      | 346      |                                                     |
| 松原JCT - 美原北IC      | 0        | 0        | 11   | 丹上第一高架橋         | 305      | 305      |                                                     |
| 美原北IC - 美原JCT      | 0        | 0        | 1    | 丹上第二高架橋         | 217      | 217      |                                                     |
| 美原JCT - 美原南IC      | 0        | 0        | 6    | 真福寺高架橋           | 773      | 784      |                                                     |
| 美原JCT - 美原南IC      | 0        | 0        | 6    | 大保橋                 | 80       | 59       |                                                     |
| 美原JCT - 美原南IC      | 0        | 0        | 6    | 黒山第一高架橋         | 207      | 217      |                                                     |
| 美原JCT - 美原南IC      | 0        | 0        | 6    | 黒山第二高架橋         | 589      | 589      |                                                     |
| 美原JCT - 美原南IC      | 0        | 0        | 6    | 太井橋                 | 36       | 36       |                                                     |
| 美原JCT - 美原南IC      | 0        | 0        | 6    | 太井高架橋             | 458      | 458      | 橋の途中に美原南IC                                  |
| 美原南IC - 堺JCT        | 0        | 0        | 23   | 西除川橋               | 52       | 59       | 西除川                                              |
| 美原南IC - 堺JCT        | 0        | 0        | 23   | 北余部第一高架橋       | 253      | 248      |                                                     |
| 美原南IC - 堺JCT        | 0        | 0        | 23   | 北余部第一橋           | 29       | 29       |                                                     |
| 美原南IC - 堺JCT        | 0        | 0        | 23   | 北余部第二高架橋       | 122      | 126      |                                                     |
| 美原南IC - 堺JCT        | 0        | 0        | 23   | 北余部第二橋           | 54       | 54       |                                                     |
| 美原南IC - 堺JCT        | 0        | 0        | 23   | 北余部第三高架橋       | 95       | 79       |                                                     |
| 美原南IC - 堺JCT        | 0        | 0        | 23   | 北余部第三橋           | 32       | 32       |                                                     |
| 美原南IC - 堺JCT        | 0        | 0        | 23   | 原寺第一高架橋         | 603      | 611      |                                                     |
| 美原南IC - 堺JCT        | 0        | 0        | 23   | 原寺橋                 | 33       | 33       | 南海高野線                                          |
| 美原南IC - 堺JCT        | 0        | 0        | 23   | 原寺第二高架橋         | 538      | 542      |                                                     |
| 美原南IC - 堺JCT        | 0        | 0        | 23   | 田中高架橋             | 233      | 233      |                                                     |
| 美原南IC - 堺JCT        | 0        | 0        | 23   | 大美野高架橋           | 471      | 471      |                                                     |
| 美原南IC - 堺JCT        | 0        | 0        | 23   | 大野芝高架橋           | 553      | 553      |                                                     |
| 美原南IC - 堺JCT        | 0        | 0        | 23   | 福田高架橋             | 322      | 322      | 東除川橋から ここまで連続                           |
| 美原南IC - 堺JCT        | 0        | 0        | 23   | 畑山第一高架橋         | 146      | 148      | ここから小坂第一 高架橋まで連続                     |
| 美原南IC - 堺JCT        | 0        | 0        | 23   | 畑山第一橋             | 29       | 29       |                                                     |
| 美原南IC - 堺JCT        | 0        | 0        | 23   | 畑山第二高架橋         | 112      | 110      |                                                     |
| 美原南IC - 堺JCT        | 0        | 0        | 23   | 畑山第二橋             | 80       | 80       |                                                     |
| 美原南IC - 堺JCT        | 0        | 0        | 23   | 畑山第三高架橋         | 177      | 177      |                                                     |
| 美原南IC - 堺JCT        | 0        | 0        | 23   | 畑山第三橋             | 26       | 26       |                                                     |
| 美原南IC - 堺JCT        | 0        | 0        | 23   | 東山高架橋             | 508      | 508      |                                                     |
| 美原南IC - 堺JCT        | 0        | 0        | 23   | 東八田橋               | 102      | 102      | 南海泉北線                                          |
| 美原南IC - 堺JCT        | 0        | 0        | 23   | 平井第一高架橋         | 667      | 663      |                                                     |
| 堺JCT - 堺IC            | 0        | 0        | 1    | 小坂第一高架橋         | 492      | 492      | 橋の途中に堺JCT                                     |
| 堺IC - 岸和田和泉IC     | 2        | 2        | 7    | 石津川橋               | 304      | 280      | 石津川                                              |
| 堺IC - 岸和田和泉IC     | 2        | 2        | 7    | 和田川橋               | 28       | 28       | 和田川                                              |
| 堺IC - 岸和田和泉IC     | 2        | 2        | 7    | 檜尾トンネル           | 169      | 103      |                                                     |
| 堺IC - 岸和田和泉IC     | 2        | 2        | 7    | 信太山トンネル         | 118      | 121      |                                                     |
| 堺IC - 岸和田和泉IC     | 2        | 2        | 7    | 池田下橋               | 107      | 83       |                                                     |
| 堺IC - 岸和田和泉IC     | 2        | 2        | 7    | 和泉高架橋             | 884      | 887      | 南海泉北線 横尾川                                   |
| 堺IC - 岸和田和泉IC     | 2        | 2        | 7    | 唐国高架橋             | 613      | 611      |                                                     |
| 堺IC - 岸和田和泉IC     | 2        | 2        | 7    | 唐国橋                 | 27       | 27       |                                                     |
| 堺IC - 岸和田和泉IC     | 2        | 2        | 7    | 内田橋                 | 31       | 31       | 岸和田和泉ICの中間                                  |
| 岸和田和泉IC - 岸和田SA | 2        | 2        | 2    | 内畑橋                 | 267      | 269      | 大阪外環状線                                        |
| 岸和田和泉IC - 岸和田SA | 2        | 2        | 2    | 内畑第１トンネル       | 243      | 204      |                                                     |
| 岸和田和泉IC - 岸和田SA | 2        | 2        | 2    | 内畑第２トンネル       | 97       | 127      |                                                     |
| 岸和田和泉IC - 岸和田SA | 2        | 2        | 2    | 牛滝川橋               | 280      | 273      |                                                     |
| 岸和田SA - 貝塚IC       | 0        | 0        | 5    | 津田川橋               | 305      | 313      |                                                     |
| 岸和田SA - 貝塚IC       | 0        | 0        | 5    | 河合第一橋             | 127      | 127      |                                                     |
| 岸和田SA - 貝塚IC       | 0        | 0        | 5    | 河合第二橋             | 131      | 131      |                                                     |
| 岸和田SA - 貝塚IC       | 0        | 0        | 5    | 近木川橋               | 70       | 60       |                                                     |
| 岸和田SA - 貝塚IC       | 0        | 0        | 5    | 木積高架橋             | 195      | 209      |                                                     |
| 貝塚IC - 泉佐野JCT      | 0        | 0        | 11   | 秬谷川橋               | 148      | 148      |                                                     |
| 貝塚IC - 泉佐野JCT      | 0        | 0        | 11   | 馬場橋                 | 70       | 53       |                                                     |
| 貝塚IC - 泉佐野JCT      | 0        | 0        | 11   | 善谷池橋               | 81       | 81       |                                                     |
| 貝塚IC - 泉佐野JCT      | 0        | 0        | 11   | 下高田高架橋           | 207      | 207      |                                                     |
| 貝塚IC - 泉佐野JCT      | 0        | 0        | 11   | 岩士堂池第一橋         | 50       | 33       |                                                     |
| 貝塚IC - 泉佐野JCT      | 0        | 0        | 11   | 岩士堂池第二橋         | 88       | 70       |                                                     |
| 貝塚IC - 泉佐野JCT      | 0        | 0        | 11   | 成合橋                 | 70       | 70       |                                                     |
| 貝塚IC - 泉佐野JCT      | 0        | 0        | 11   | 土丸橋                 | 281      | 261      |                                                     |
| 貝塚IC - 泉佐野JCT      | 0        | 0        | 11   | 大井関橋               | 245      | 245      |                                                     |
| 貝塚IC - 泉佐野JCT      | 0        | 0        | 11   | 日根野橋               | 119      | 123      | 泉佐野JCT内                                         |
| 貝塚IC - 泉佐野JCT      | 0        | 0        | 11   | 泉佐野ジャンクション橋 | 27       | 27       | 泉佐野JCT内                                         |
| 泉佐野JCT - 泉南IC      | 1        | 1        | 5    | 上之郷橋               | 115      | 92       |                                                     |
| 泉佐野JCT - 泉南IC      | 1        | 1        | 5    | 新家川橋               | 179      | 179      |                                                     |
| 泉佐野JCT - 泉南IC      | 1        | 1        | 5    | 新家橋                 | 150      | 120      |                                                     |
| 泉佐野JCT - 泉南IC      | 1        | 1        | 5    | 信達市場橋             | 209      | 216      |                                                     |
| 泉佐野JCT - 泉南IC      | 1        | 1        | 5    | 高倉山トンネル         | 989      | 915      |                                                     |
| 泉佐野JCT - 泉南IC      | 1        | 1        | 5    | 金熊寺川橋             | 115      | 126      |                                                     |
| 泉南IC - 阪南IC         | 1        | 1        | 2    | 信達岡中橋             | 147      | 165      |                                                     |
| 泉南IC - 阪南IC         | 1        | 1        | 2    | 雨山トンネル           | 277      | 254      |                                                     |
| 泉南IC - 阪南IC         | 1        | 1        | 2    | 山中川橋               | 170      | 172      |                                                     |
| 阪南IC - 紀ノ川SA       | 1        | 1        | 11   | 向田橋                 | 281      | 275      | JR阪和線                                            |
| 阪南IC - 紀ノ川SA       | 1        | 1        | 11   | 山中溪高架橋           | 150      | 150      |                                                     |
| 阪南IC - 紀ノ川SA       | 1        | 1        | 11   | 大谷橋                 | 216      | 222      | JR阪和線                                            |
| 阪南IC - 紀ノ川SA       | 1        | 1        | 11   | 境谷橋                 | 359      | 334      |                                                     |
| 阪南IC - 紀ノ川SA       | 1        | 1        | 11   | 雄の山トンネル         | 265      | 288      |                                                     |
| 阪南IC - 紀ノ川SA       | 1        | 1        | 11   | 雄の山第１橋           | 240      | 282      |                                                     |
| 阪南IC - 紀ノ川SA       | 1        | 1        | 11   | 雄の山第２橋           | 64       | 79       |                                                     |
| 阪南IC - 紀ノ川SA       | 1        | 1        | 11   | 雄の山第３橋           | -        | 28       | 下り線のみ                                          |
| 阪南IC - 紀ノ川SA       | 1        | 1        | 11   | 雄の山高架橋           | 24       | 144      | 和歌山JCT内                                         |
| 阪南IC - 紀ノ川SA       | 1        | 1        | 11   | 湯屋谷橋               | 240      | 219      | 和歌山JCT内                                         |
| 阪南IC - 紀ノ川SA       | 1        | 1        | 11   | 西池橋                 | 122      | 122      | 和歌山JCT内                                         |
| 阪南IC - 紀ノ川SA       | 1        | 1        | 11   | 上黒谷橋               | 284      | 300      | 和歌山JCT内                                         |
| 紀ノ川SA - 和歌山北IC   | 0        | 0        | 3    | 黒岩高架橋             | 187      | 187      |                                                     |
| 紀ノ川SA - 和歌山北IC   | 0        | 0        | 3    | 八幡橋                 | 37       | 37       | JR阪和線                                            |
| 紀ノ川SA - 和歌山北IC   | 0        | 0        | 3    | 砂山橋                 | 36       | 36       |                                                     |
| 和歌山北IC - 和歌山IC   | 0        | 0        | 7    | 高川橋                 | 30       | 30       |                                                     |
| 和歌山北IC - 和歌山IC   | 0        | 0        | 7    | 直川高架橋             | 96       | 96       |                                                     |
| 和歌山北IC - 和歌山IC   | 0        | 0        | 7    | 紀ノ川橋               | 648      | 646      | 紀の川                                              |
| 和歌山北IC - 和歌山IC   | 0        | 0        | 7    | 松島第１橋             | 34       | 34       |                                                     |
| 和歌山北IC - 和歌山IC   | 0        | 0        | 7    | 松島第２橋             | 52       | 52       |                                                     |
| 和歌山北IC - 和歌山IC   | 0        | 0        | 7    | 松島高架橋             | 518      | 518      | 国道24号 JR和歌山線                                 |
| 和歌山北IC - 和歌山IC   | 0        | 0        | 7    | 出島橋                 | 41       | 41       | 和歌山IC内                                          |
| 和歌山IC - 和歌山南SIC  | 0        | 0        | 4    | 栗栖高架橋             | 481      | 468      |                                                     |
| 和歌山IC - 和歌山南SIC  | 0        | 0        | 4    | 音浦橋                 | 39       | 39       | 和歌山バイパス                                      |
| 和歌山IC - 和歌山南SIC  | 0        | 0        | 4    | 花山橋                 | 26       | 26       |                                                     |
| 和歌山IC - 和歌山南SIC  | 0        | 0        | 4    | 鳴神高架橋             | 527      | 527      |                                                     |
| 和歌山南SIC - 海南東IC  | 0        | 0        | 6    | 和田川高架橋           | 296      | 289      | わかやま電鉄貴志川線 和田川                         |
| 和歌山南SIC - 海南東IC  | 0        | 0        | 6    | 相坂橋                 | 33       | 33       |                                                     |
| 和歌山南SIC - 海南東IC  | 0        | 0        | 6    | 東池高架橋             | 102      | 102      |                                                     |
| 和歌山南SIC - 海南東IC  | 0        | 0        | 6    | 多田橋                 | 20       | 20       |                                                     |
| 和歌山南SIC - 海南東IC  | 0        | 0        | 6    | 亀の川橋               | 51       | 51       |                                                     |
| 和歌山南SIC - 海南東IC  | 0        | 0        | 6    | 且来高架橋             | 217      | 217      |                                                     |
| 海南東IC - 海南IC       | 0        | 0        | 5    | 大野橋                 | 16       | 16       |                                                     |
| 海南東IC - 海南IC       | 0        | 0        | 5    | 幡川高架橋             | 217      | 217      | 国道370号                                           |
| 海南東IC - 海南IC       | 0        | 0        | 5    | 山田川橋               | 30       | 30       |                                                     |
| 海南東IC - 海南IC       | 0        | 0        | 5    | 西山田川橋             | 18       | 18       | 海南IC内                                            |
| 海南東IC - 海南IC       | 0        | 0        | 5    | 藤白橋                 | 48       | 72       | 海南IC内                                            |
| 海南IC - 下津IC         | 1        | 1        | 1    | 藤白トンネル           | 1,805    | 2,136    | 上り線が1期線                                       |
| 海南IC - 下津IC         | 1        | 1        | 1    | 橘本橋                 | 105      | 114      | 上り線が1期線                                       |
| 下津IC - 有田IC         | 2        | 2        | 4    | 下津トンネル           | 1,243    | 1,287    | 上り線が1期線                                       |
| 下津IC - 有田IC         | 2        | 2        | 4    | 市坪橋                 | 88       | -        | 上り線のみ                                          |
| 下津IC - 有田IC         | 2        | 2        | 4    | 長峰トンネル           | 3,831    | 4,047    | 上り線が1期線 下り線は和歌山県の 道路トンネルで最長 |
| 下津IC - 有田IC         | 2        | 2        | 4    | 田口高架橋             | 110      | -        | 上り線のみ                                          |
| 下津IC - 有田IC         | 2        | 2        | 4    | 有田川橋               | 411      | 545      | 有田川                                              |
| 下津IC - 有田IC         | 2        | 2        | 4    | 吉備高架橋             | 972      | 980      |                                                     |
| 有田IC - 有田南IC       | 0        | 0        | 1    | 水尻高架橋             | 818      | 818      | （湯浅御坊道路）                                    |
| 有田南IC - 吉備湯浅PA   | 0        | 0        | 3    | 熊井第一高架橋         | 150      | 150      | （湯浅御坊道路）                                    |
| 有田南IC - 吉備湯浅PA   | 0        | 0        | 3    | 熊井第二高架橋         | 252      | 252      | （湯浅御坊道路）                                    |
| 有田南IC - 吉備湯浅PA   | 0        | 0        | 3    | 熊井第三高架橋         | 250      | 222      | （湯浅御坊道路）                                    |
| 吉備湯浅PA - 湯浅IC     | 0        | 0        | 2    | 平野高架橋             | 81       | 63       | （湯浅御坊道路）                                    |
| 吉備湯浅PA - 湯浅IC     | 0        | 0        | 2    | 蓮池橋                 | 36       | 40       | （湯浅御坊道路）                                    |
| 湯浅IC - 広川IC         | 2        | 2        | 4    | 山田高架橋             | 252      | 247      | （湯浅御坊道路）                                    |
| 湯浅IC - 広川IC         | 2        | 2        | 4    | 湯浅トンネル           | 613      | 601      | （湯浅御坊道路）                                    |
| 湯浅IC - 広川IC         | 2        | 2        | 4    | 柳瀬第一高架橋         | 337      | -        | （湯浅御坊道路）                                    |
| 湯浅IC - 広川IC         | 2        | 2        | 4    | 柳瀬第二高架橋         | 114      | -        | （湯浅御坊道路）                                    |
| 湯浅IC - 広川IC         | 2        | 2        | 4    | 柳瀬トンネル           | 160      | 133      | （湯浅御坊道路）                                    |
| 湯浅IC - 広川IC         | 2        | 2        | 4    | 広川橋                 | 395      | 345      | （湯浅御坊道路）                                    |
| 広川IC - 広川南IC       | 2        | 2        | 4    | 井関橋                 | 21       | -        | （湯浅御坊道路）                                    |
| 広川IC - 広川南IC       | 2        | 2        | 4    | 井関トンネル           | 732      | 728      | （湯浅御坊道路）                                    |
| 広川IC - 広川南IC       | 2        | 2        | 4    | 広川第二橋             | 232      | 239      | （湯浅御坊道路）                                    |
| 広川IC - 広川南IC       | 2        | 2        | 4    | 露谷川橋               | 25       | -        | （湯浅御坊道路）                                    |
| 広川IC - 広川南IC       | 2        | 2        | 4    | 鳥松山トンネル         | 1,856    | 1,840    | （湯浅御坊道路）                                    |
| 広川IC - 広川南IC       | 2        | 2        | 4    | 猪谷川橋               | 86       | 76       | （湯浅御坊道路）                                    |
| 広川南IC - 川辺IC       | 1        | 1        | 3    | 中村川橋               | 46       | 77       | （湯浅御坊道路）                                    |
| 広川南IC - 川辺IC       | 1        | 1        | 3    | 川辺第１トンネル       | 2,641    | 2,682    | （湯浅御坊道路）                                    |
| 広川南IC - 川辺IC       | 1        | 1        | 3    | 中津川第一橋           | 100      | 84       | （湯浅御坊道路）                                    |
| 広川南IC - 川辺IC       | 1        | 1        | 3    | 中津川第二橋           | 174      | 216      | （湯浅御坊道路）                                    |
| 川辺IC - 御坊IC         | 1        | 1        | 7    | 川辺高架橋             | 195      | 103      | （湯浅御坊道路）                                    |
| 川辺IC - 御坊IC         | 1        | 1        | 7    | 川辺第２トンネル       | 570      | 557      | （湯浅御坊道路）                                    |
| 川辺IC - 御坊IC         | 1        | 1        | 7    | 矢田第一橋             | 50       | 59       | （湯浅御坊道路）                                    |
| 川辺IC - 御坊IC         | 1        | 1        | 7    | 矢田第二橋             | 40       | 25       | （湯浅御坊道路）                                    |
| 川辺IC - 御坊IC         | 1        | 1        | 7    | 矢田第三橋             | 202      | 205      | （湯浅御坊道路）                                    |
| 川辺IC - 御坊IC         | 1        | 1        | 7    | 小熊高架橋             | 208      | 223      | （湯浅御坊道路）                                    |
| 川辺IC - 御坊IC         | 1        | 1        | 7    | 日高川橋               | 347      | 342      | （湯浅御坊道路）                                    |
| 川辺IC - 御坊IC         | 1        | 1        | 7    | 野口高架橋             | 753      | 726      | （湯浅御坊道路）                                    |
| 御坊IC - 御坊南IC       | 1        | 1        | 1    | 御坊トンネル           | 357      | 342      |                                                     |
| 御坊IC - 御坊南IC       | 1        | 1        | 1    | 熊野高架橋             | 96       | 96       |                                                     |
| 御坊南IC - 印南IC       | 2        | 2        | 4    | 南熊野橋               | 38       | 38       |                                                     |
| 御坊南IC - 印南IC       | 2        | 2        | 4    | 塩屋トンネル           | 271      | 270      |                                                     |
| 御坊南IC - 印南IC       | 2        | 2        | 4    | 北塩屋高架橋           | 432      | 401      | 国道425号                                           |
| 御坊南IC - 印南IC       | 2        | 2        | 4    | 青垣内山トンネル       | 847      | 828      |                                                     |
| 御坊南IC - 印南IC       | 2        | 2        | 4    | 尻掛橋                 | 266      | 273      | 尻掛川池                                            |
| 御坊南IC - 印南IC       | 2        | 2        | 4    | 寺谷橋                 | 61       | 61       |                                                     |
| 印南IC - 印南SA/BS      | 1        | 1        | 3    | 印南川橋               | 225      | 225      | JR紀勢本線                                          |
| 印南IC - 印南SA/BS      | 1        | 1        | 3    | 神子尾橋               | 31       | 27       |                                                     |
| 印南IC - 印南SA/BS      | 1        | 1        | 3    | 印南トンネル           | 374      | 405      |                                                     |
| 印南IC - 印南SA/BS      | 1        | 1        | 3    | 富の川橋               | 145      | 149      |                                                     |
| 印南SA/BS - みなべIC    | 4        | 4        | 6    | 西ノ地橋               | 255      | 258      |                                                     |
| 印南SA/BS - みなべIC    | 4        | 4        | 6    | 切目川橋               | 411      | 411      | 暫定2車線 4車線化事業中                             |
| 印南SA/BS - みなべIC    | 4        | 4        | 6    | 島田トンネル           | 956      | 956      | 暫定2車線 4車線化事業中                             |
| 印南SA/BS - みなべIC    | 4        | 4        | 6    | 西岩代橋               | 99       | 99       | 暫定2車線 4車線化事業中                             |
| 印南SA/BS - みなべIC    | 4        | 4        | 6    | 西岩代トンネル         | 598      | 598      | 暫定2車線 4車線化事業中                             |
| 印南SA/BS - みなべIC    | 4        | 4        | 6    | 東岩代トンネル         | 979      | 979      | 暫定2車線 4車線化事業中                             |
| 印南SA/BS - みなべIC    | 4        | 4        | 6    | 東岩代橋               | 125      | 125      | 暫定2車線 4車線化事業中                             |
| 印南SA/BS - みなべIC    | 4        | 4        | 6    | 高田山トンネル         | 1,709    | 1,709    | 暫定2車線 4車線化事業中                             |
| 印南SA/BS - みなべIC    | 4        | 4        | 6    | 南部川橋               | 157      | 157      | 暫定2車線 4車線化事業中                             |
| 印南SA/BS - みなべIC    | 4        | 4        | 6    | 南部川高架橋           | 424      | 424      | 暫定2車線 4車線化事業中                             |
| みなべIC - 南紀田辺IC   | 2        | 2        | 5    | みなべ高架橋           | 660      | 660      | 暫定2車線 4車線化事業中                             |
| みなべIC - 南紀田辺IC   | 2        | 2        | 5    | 下谷池橋               | 45       | 45       | 暫定2車線 4車線化事業中                             |
| みなべIC - 南紀田辺IC   | 2        | 2        | 5    | 梅の郷トンネル         | 906      | 906      | 暫定2車線 4車線化事業中                             |
| みなべIC - 南紀田辺IC   | 2        | 2        | 5    | 高尾津橋               | 76       | 76       | 暫定2車線 4車線化事業中                             |
| みなべIC - 南紀田辺IC   | 2        | 2        | 5    | 奥池橋                 | 94       | 89       | 4車線区間                                           |
| みなべIC - 南紀田辺IC   | 2        | 2        | 5    | 芳養高架橋             | 610      | 610      | 暫定2車線 4車線化事業中                             |
| みなべIC - 南紀田辺IC   | 2        | 2        | 5    | 南紀田辺トンネル       | 987      | 987      | 暫定2車線 4車線化事業中                             |
| 小計                    | 26       | 26       | (?)  |                        |          |          |                                                     |

##### 信号機設置箇所
海南IC - 有田IC間は、長距離トンネルが3本続いており、これまで本線上に設置されていなかったが海南IC - 有田IC間の2車線化に伴いトンネル内で車両事故・火災・故障車両発生などの緊急時に備え設置された。通常は青色の現示しており進行できるが、トンネル内で異常事態が発生した場合は赤色を現示しトンネル手前の停止線で緊急停止するように知らせる。
- 上り車線（松原方面） - 長峰トンネル入口
- 下り車線（田辺方面） - 藤白トンネル入口

### 道路管理者
- 西日本高速道路 関西支社
  - 阪奈高速道路事務所 : 松原JCT - 泉佐野JCT
  - 和歌山管理事務所 : 泉佐野JCT - 南紀田辺IC

#### ハイウェイラジオ
- 堺（美原南IC - 堺JCT）
- 紀ノ川（阪南IC - 和歌山北IC）
- 藤白・下津トンネル（海南IC - 有田IC）
- 長峰トンネル（下津IC - 有田IC）

### 料金
- 長原IC（近畿道） - 岸和田和泉IC ：区間料金制
  - かつては均一制であったが、2017年（平成29年）6月3日、ETC利用を基本とする対距離制に変更された。なお、事業許可上は区間料金制とされており、既存の対距離制区間とは利用距離を通算せず、個別に料金を算定する。
  - 近畿道の長原ICより北の区間または西名阪道と連続して通行する場合、松原JCTを境にそれぞれの道路の料金を合算する。なお、近畿道と連続して通行するETC車に限り、合算後の料金に対しても上限がある（普通車の場合1,040円）。
  - 非ETC車は、原則として最長区間の料金になる。同じ区間・車種でも方向によって料金が異なる場合がある[64]。
  - 料金水準は大都市近郊区間のものを基本とするが、上限料金（普通車の場合760円）が設定されている。また、中型車の車種間料金比率は、普通車 1 に対し本来 1.2 のところ、2022年3月までは 1.07 となる。

- 岸和田和泉IC - 有田IC、御坊IC - 南紀田辺IC : 対距離制・普通区間
  - うち、旧海南湯浅道路の区間である海南IC - 有田IC間は、普通区間でありながら距離単価が1.6倍に割増されている。ただし、ETC車については2024年3月まで割増なし[65][66]。
- 有田IC - 御坊IC : 一般有料道路（同区間全線利用時で普通車680円）

### 交通量
24時間交通量（台）　道路交通センサス
- 有田IC - 御坊IC（■の区間）は、湯浅御坊道路。

| 区間                          | 平成17（2005）年度 | 平成22（2010）年度 | 平成27（2015）年度 | 令和3（2021）年度 |
| ----------------------------- | ------------------ | ------------------ | ------------------ | ----------------- |
| 松原JCT - 松原IC              | 116,662            | 123,144            | 121,902            | 116,494           |
| 松原IC - 美原北IC             | 074,284            | 084,070            | 090,844            | 096,155           |
| 美原北IC - 美原JCT            | 063,819            | 074,267            | 080,591            | 082,893           |
| 美原JCT - 美原南IC            | 059,465            | 064,836            | 072,375            | 065,671           |
| 美原南IC - 堺JCT              | 066,832            | 073,868            | 080,300            | 071,443           |
| 堺JCT - 堺IC                  | 050,096            | 049,684            | 053,801            | 047,571           |
| 堺IC - 岸和田和泉IC           | 034,883            | 037,395            | 040,353            | 034,686           |
| 岸和田和泉IC - 貝塚IC         | 025,859            | 030,529            | 030,763            | 025,221           |
| 貝塚IC - 泉佐野JCT            | 025,941            | 030,483            | 030,558            | 024,870           |
| 泉佐野JCT - 泉南IC            | 031,687            | 038,952            | 039,650            | 034,311           |
| 泉南IC - 阪南IC               | 024,374            | 029,882            | 029,405            | 026,115           |
| 阪南IC - 和歌山JCT(北)        | 028,990            | 034,997            | 033,584            | 028,542           |
| 和歌山JCT(北) - 和歌山JCT(南) | 028,990            | 034,997            | 033,584            | 026,043           |
| 和歌山JCT(南) - 和歌山北IC    | 028,990            | 034,997            | 033,584            | 035,254           |
| 和歌山北IC - 和歌山IC         | 028,990            | 029,712            | 027,074            | 027,974           |
| 和歌山IC - 和歌山南SIC        | 018,761            | 024,383            | 025,524            | 027,410           |
| 和歌山南SIC - 海南東IC        | 018,761            | 024,383            | 025,524            | 026,870           |
| 海南東IC - 海南IC             | 015,633            | 021,812            | 021,482            | 023,187           |
| 海南IC - 下津IC               | 021,322            | 028,323            | 030,695            | 031,093           |
| 下津IC - 有田IC               | 020,567            | 027,411            | 029,744            | 030,074           |
| 有田IC - 有田南IC             | 011,031            | 014,615            | 015,618            | 015,397           |
| 有田南IC - 湯浅IC             | 012,553            | 017,978            | 017,989            | 018,112           |
| 湯浅IC - 広川IC               | 012,227            | 017,591            | 017,522            | 017,456           |
| 広川IC - 広川南IC             | 012,648            | 018,052            | 017,896            | 017,391           |
| 広川南IC - 川辺IC             | 012,526            | 017,808            | 017,570            | 017,030           |
| 川辺IC - 御坊IC               | 010,256            | 014,907            | 014,300            | 013,673           |
| 御坊IC - 御坊南IC             | 006,343            | 010,221            | 009,861            | 009,030           |
| 御坊南IC - 印南IC             | 007,321            | 012,363            | 011,999            | 011,274           |
| 印南IC - みなべIC             | 006,874            | 012,106            | 011,832            | 010,907           |
| みなべIC - 南紀田辺IC         | 調査当時未開通     | 010,977            | 010,782            | 010,006           |

（出典：「平成22年度道路交通センサス」・「平成27年度全国道路・街路交通情勢調査」・｢令和3年度全国道路・街路交通情勢調査｣（国土交通省ホームページ）より一部データを抜粋して作成）
- 令和2年度に実施予定だった交通量調査は、新型コロナウイルスの影響で延期された[67]。

2002年度 区間別平日平均交通量（台）
- 松原JCT - 岸和田和泉IC（総交通量） : 76,680（前年度比97.0%）
- 岸和田和泉IC - 海南IC（区間平均） : 29,614

## 地理

### 通過する自治体
- 大阪府
  - 松原市 - 堺市（美原区 - 東区 - 中区 - 南区） - 和泉市 - 岸和田市 - 貝塚市 - 泉南郡熊取町 - 泉佐野市 - 泉南市 - 阪南市 -
- 和歌山県
  - 岩出市 - 和歌山市 - 岩出市 - 和歌山市 - 海南市 - 有田郡有田川町 - 有田郡湯浅町 -　有田郡広川町 - 日高郡日高川町 - 御坊市 - 日高郡印南町 - 日高郡みなべ町 - 田辺市

### 接続する高速道路
- 阪神高速14号松原線（松原JCTで接続）
- E25 西名阪自動車道（松原JCTで接続）
- E26 近畿自動車道（松原JCTで直結）
- E91 南阪奈道路（美原JCTで接続）
- E90 堺泉北道路（堺JCTで松原方面のみ接続）
- E71 関西空港自動車道（泉佐野JCTで接続）
- E24 京奈和自動車道（和歌山JCTで接続）
- E42 紀勢自動車道（南紀田辺ICで直結）

### 道路の位置関係
近畿自動車道紀勢線
（大阪・和歌山方面） - E26 E42 阪和自動車道 - ※E42 湯浅御坊道路 - E42 阪和自動車道 - E42 紀勢自動車道（新直轄） - ※E42 すさみ串本道路（無料） - ※E42 串本太地道路（無料） - ※E42 那智勝浦新宮道路（無料） - ※E42 新宮道路（無料） - ※E42 新宮紀宝道路（無料） - ※E42 紀宝熊野道路（無料） - ※E42 熊野道路（無料） - ※E42 熊野尾鷲道路（無料） - E42 紀勢自動車道（尾鷲北IC - 紀伊長島IC 新直轄） - （津・名古屋方面）
※は並行する一般国道自動車専用道路を示す。

## その他
有田～印南ICが4車線化した際の完成式典が2021年12月26日に行われた際には、仁坂吉伸和歌山県知事や4車線化を推進した立役者の二階俊博衆議院議員（和歌山3区選出）、同じく4車線化の当該地域の和歌山2区選出の石田真敏衆議院議員、参議院和歌山選挙区選出の鶴保庸介や世耕弘成だけでなく、本区間が含まれない和歌山第1区選出で国民民主党の岸本周平衆議院議員（当時、現・和歌山県知事）も参加するなど、和歌山県選出の国会議員全員が参加した。後に岸本は二階の支援を受けて2022年の和歌山県知事選挙で圧勝した（二階俊博#2022年和歌山県知事選挙を参照）。